# 15992 Cynthia
15992 Cynthia è un asteroide della fascia principale. Scoperto nel 1998, presenta un'orbita caratterizzata da un semiasse maggiore pari a 2,3225858 UA e da un'eccentricità di 0,0656434, inclinata di 6,54141° rispetto all'eclittica.